# Počátek (film)
Počátek (v anglickém originále Inception) je americký film z roku 2010 produkce Warner Brothers s Leonardem DiCapriem v hlavní roli. Autorem, producentem a režisérem filmu je Christopher Nolan. Film získal celkem čtyři Oscary. Hudbu zkomponoval Hans Zimmer, trailery složil Zack Hemsey. Distribuční název byl kvůli pečlivému utajení filmu zvolen bez znalosti děje, vhodnější by byl výraz Vnuknutí.[zdroj⁠?!]
Tvorba začala zhruba před deseti lety, kdy Nolan napsal osmdesátistránkové filmové zpracování o zlodějích snů. Poté, co přednesl myšlenku společnosti Warner Bros. v 2001, cítil, že potřebuje mít víc zkušeností s vytvářením filmů ve velkém měřítku. Proto se rozhodl pracovat na filmech Batman začíná a Temný rytíř. Strávil půl roku dolaďováním scénáře předtím, než ho Warner Bros. koupilo v únoru 2009. Natáčení začalo v Tokiu 19. června 2009 a skončilo na konci listopadu téhož roku.

## Děj
Dom Cobb (Leonardo DiCaprio) a Arthur (Joseph Gordon-Levitt) jsou profesionální zloději informací. Ty získávají ve světě sdíleného snu ze svých obětí, které jsou do něj spolu s nimi zapojeny pomocí speciálního přístroje – buď poté, co sami usnou, nebo nedobrovolně, s použitím sedativ. Cobb ve snu získává důvěru a informace od snící oběti, Arthur je architekt, který vytvoří prostředí snu tak, aby vše působilo důvěryhodně a oběť netušila žádnou manipulaci. Postavy ve snu mohou cítit bolest a mohou se probudit dvěma způsoby: buď přirozeně a bezpečně, při pocitu pádu, nebo pokud v něm zemřou, kdy ovšem – pokud jsou pod sedativy – hrozí, že se po smrti propadnou do vegetativního stavu (limba), ze kterého se již nemusejí dostat. Různými experimenty Cobb zjistil, že ve snu lze pomocí stejné techniky postoupit do dalšího snu, kdy čas v každé další úrovni plyne zhruba dvacetkrát pomaleji. Cobb má též totem – drobné točící vřeténko, pomocí kterého může zjistit, zdali sní či ne (ve snu se po roztočení nezastaví a nespadne, avšak toto ví jen on).
Film začíná ve snu misí – průmyslovou špionáží – na vlivného asijského byznysmena jménem Saito (Ken Watanabe), ve kterém se Cobb a Arthur pokouší získat z jeho sejfu obálku s důležitým dokumentem. Plán zkrachuje poté, co se objeví další postava, která Arthura zajme. Mal (Marion Cotillard) je představa Cobbovy zesnulé manželky (promítá se do jeho snu jako určitý „parazitní jev“), která sabotuje jeho mise a pronásleduje ho v jeho vzpomínkách, jichž se Cobb nemůže zbavit. Saito následně oba překvapí, když řekne, že tato mise byla ve skutečnosti jen zkouška jejich schopností, a skutečná – mnohem náročnější – zakázka na ně teprve čeká. Cílem je Robert Fisher (Cillian Murphy), syn a dědic vlastníka obrovské energetické společnosti, jež je Saitovou konkurencí. Tentokrát se však místo špionáže má jednat o zápis (neboli vnuknutí) myšlenky – aby zděděnou společnost rozdělil a rozprodal.
Cobb v minulosti spolu s Mal společně prozkoumávali nejhlubší roviny svého podvědomí a snů. Aby dokázali dlouho snít, použili sedativa; jednou však ve snu zemřeli a dostali se do takzvaného „limba“, kde si v průběhu velmi dlouhé doby vybudovali svůj svět. V limbu je člověk tak dlouho, dokud nezemře – avšak Cobb ani Mal to nevěděli – proto tam žili velmi dlouho a Mal ztratila pojem o realitě. Cobb ji o tom sám nedokázal nijak přesvědčit, tak se uchýlil k tomu, že ji touhu probudit se z tohoto snu (pomocí vlastního usmrcení) implantoval stejnou technikou, která má být nyní použita na Fishera. Problém byl, že toto nutkání pronásledovalo Mal dál i poté, co se probudila do reálného světa. Zavolala si jej do horního patra hotelového pokoje, z něhož hodlala skočit, a snažila se Cobba přesvědčit, aby ji následoval (pomocí falešného obvinění z domácího násilí, kterou – v obálce k otevření po její smrti – před tím předala svému právníkovi). Cobbovi se nepodařilo Mal od skoku odradit. Mal se pádem zabila a po otevření dopisu Cobbovi nezbylo než uprchnout ze země a žít v anonymitě. Pokud se však tato mise podaří, Saito mu váhou svého velkého vlivu zajistí zproštění všech obvinění, takže se bude moci znovu setkat se svými dětmi. Tato motivace ho tedy žene k tomu, aby misi přijal a úspěšně ji dokončil.
Cobb sestaví pro tuto misi nový tým. Najme dalšího architekta – studentku Ariadne (Ellen Page), doporučenou jeho tchánem, dále Eamese (Tom Hardy), člověka schopného se ve snu převtělit do jiných postav a tím získávat důvěrné informace, a Yusufa (Dileep Rao), chemika, který pro něj vyvine speciální sedativa způsobující umrtvení celého těla kromě oblasti středního ucha, takže spící člověk stále dokáže rozeznat, že padá. S tímto týmem vymyslí scénář, sestávající ze snění ve třech úrovních (sen ve snu ve snu) a svět každého z nich Ariadne navrhne. Fisherovi budou vštípeny podněty, působící na jeho podvědomí, které v důsledku mají způsobit, že zděděnou společnost rozprodá. Tým, včetně Saita, který do snu jde spíše ze zvědavosti, pak bude muset tento scénář dodržet. Aby mise byla úspěšná, musí navíc dojít k synchronizovanému vzbuzení (tzv. nakopnutí) ze všech tří úrovní současně. Toho se má dosáhnout tím, že při vstupu do každé další úrovně jeden z členů týmu zůstane v té stávající a ostatní ve smluvený okamžik vzbudí (vzbuzení bude vyvoláno jejich pocitem, že padají). Smluveným okamžikem přitom bude 10, 200 a 40000 sekund v 1., 2., resp. 3. úrovni snu od momentu, kdy pustí do uší majitele příslušného snu písničku (ta má schopnost prostoupit i do jeho snu, takže v jeho světě bude slyšet), konkrétně Non, je ne regrette rien od Édith Piaf.
Příležitost se jim naskytne, když Fisherův otec umírá a on poletí 10hodinovým letem ze Sydney do Los Angeles (leteckou společností, kterou kvůli akci Saito odkoupil). Cobb do Fisherova drinku vlije sedativa a tým spolu s ním vstoupí do snu, jehož architektem je Yusuf.
Sen se odehrává v deštivém velkoměstě. Tým má 10 hodin na to, aby Fishera unesli. Tato část jde překvapivě snadno. Arthur ukradne taxík, Fisher do něj nastoupí, pak přistoupí ještě Yusuf a Eamon a mají ho. Fisher však prodělal speciální výcvik proti zlodějům jako je Cobb, takže v jeho snech se objevují zabijáci, kteří se ho snaží zastřelit, aby se probudil. Zabijákům se podaří zranit Saita, což situaci zkomplikuje, ale tým musí pokračovat. Arthur ze svého průzkumu zjistil, že Fisherův otec cítil vůči svému synu zklamání, a též, že velmi blízko k oběma měl Fisherův kmotr Peter Browning (Tom Berenger) a jeho slovo začalo nabývat na váze i ve společnosti. Eames, který měl za úkol Browninga sledovat a naučit se jeho zvyky, na sebe vezme jeho podobu. Fishera přivezou do opuštěného skladu a požadují po něm kombinaci k jakémusi sejfu, o němž on nemá ani tušení. Poté vedle něj připoutají Browninga (Eamese), kterého údajně již dva dny mučili, a ten mu poví o závěti, anulující tu současnou, která má v tom sejfu být. Po dalším nátlaku na kombinaci Fisher řekne náhodné číslo (528491). Únosci ho obratem posadí do dodávky a předstírají, že s ním jedou do firmy obsah sejfu vybrat, ale po cestě ho uspí a všichni, kromě Yusufa, vstupují do snu 2. úrovně, jehož architektem je Arthur. Úkolem Yusufa v první úrovni je odolat případným dalším útokům Fisherových zabijáků a po přesně určeném intervalu s dodávkou prorazit zábradlí mostu a spadnout do řeky. (Samotný pád je důležitý proto, aby všechny ve správný okamžik přirozenou cestou vzbudil).
Zbytek týmu se ocitá v hotelu, v němž se odehrává 2. úroveň snu. Cobb se stylizuje do role Fisherova ochránce, který mu dal speciální výcvik a snaží uklidnit jeho podvědomí. Prozradí mu, že sní, a Fisher se chce zastřelit, ale Cobb mu to rozmluví s tím, že únosci na něj použili sedativa, takže kdyby zemřel, dostal by se do limba. V tomto snu se Cobbovi na chvíli objeví před očima jeho děti, ale ovládne se a podaří se mu nakonec získat Fisherovu důvěru a dovést ho bezpečně do hotelového pokoje čísla odpovídajícího prvním třem číslicím kombinace, kterou v předchozím snu uvedl (528). Tam je chvíli po něm Cobbovými lidmi dovlečen i Browning (Eames), který se po krátkém výslechu přizná, že únos v první úrovni zinscenoval on. Cobb navrhne, aby se Fisher ponořil do jeho mysli a zjistil tak jeho skutečné úmysly, a ten souhlasí. Všichni kromě Arthura se usadí na židle, nachystané tak, aby je mohl Arthur shodit (nakopnout pro probuzení), a vstoupí do snu 3. úrovně, jehož architektem je Ariadne. Na Arthura však následně zaútočí Fisherovi zabijáci a on s nimi musí bojovat. Během toho Yusuf ujíždí zabijákům v první úrovni a přitom bourá, naráží do ostatních aut a v jednom okamžiku se s dodávkou dokonce převalí přes střechu. Protože v autě je i spící Arthur (který je architektem druhé úrovně) všechny tyto efekty se promítají do jeho snu, takže během jeho souboje se zabijáky v 2. úrovni v hotelu tam poletují věci a dochází ke změnám gravitace. Arthur je na to však, na rozdíl od svých protivníků připravený, a v boji tyto efekty využívá ve svůj prospěch.
Třetí úroveň snu je situována do zasněžené horské krajiny, jíž dominuje pevnost skýtající ve svých útrobách trezorovou místnost s tajemstvím, které chce Fisher odhalit. V pevnosti jsou zabijáci, kteří se k němu snaží dostat, proto střílí po Cobbově týmu. Fisher si však myslí, že je to ochranka pevnosti. Snaží se dostat do pevnosti k trezoru, Eames má navíc za úkol pevnost podminovat a těsně před okamžikem probuzení rozbušky odpálit. Plán se zpočátku daří, ale poté se problémy nakupí. Předně, čas pro dokončení se zkrátil, když Yusuf v 1. úrovni sjel s dodávkou z mostu dříve než měl (dodávka byla pod silnou palbou zabijáků). To bylo první kopnutí (mělo je vzbudit z první úrovně), které však promeškali. Jak následně dodávka padala z mostu, vznikl v ní stav bez tíže, který se promítl do Arthurova snu, takže v celém hotelu (2. úroveň) vznikl také stav beztíže a on tam musí vyřešit problém, jak nakopnout spící tým bez gravitace (pro nakopnutí musí na člověka působit přetížení způsobené pádem). To nakonec vyřeší tak, že tým odtáhne do výtahu na který zespodu přidělá výbušninu. Nakopnutí proběhne odpálením výbušniny a zrychlením výtahu ve výtahové šachtě. Ve 3. úrovni Saito dále není schopen pro své zranění pokračovat a do Cobbova vědomí se v ten nejnevhodnější okamžik vetře Mal a zastřelí Fishera (poté je zlikvidována). Saito ještě odrazí útok zabijáků granátem, ale potom už spolu s Fisherem upadá do limba. Fisherovou smrtí se mise zdá být prohrána, ale Ariadna dostane nápad sestoupit pro Fishera do limba, v ní ho zabít a tím se ho pokusit probudit do této úrovně. Je to velmi riskantní, protože Eames bude muset rozmístit výbušniny sám, ale nemají na vybranou. V limbu totiž plyne čas (proti reálnému času) ještě mnohem rychleji než v normálním snu, takže ten, kdo zůstane v limbu, tam může prožít i celý život (dokud neumře) a může si začít myslet, že tam je realita. Když se potom v reálném světě vzbudí, myslí si, že je ve snu.
Ariadne a Cobb sestoupí do limba, ve které dříve Cobb trávil mnoho let s Mal. Zde se Ariadna doví o Malině smrti a Cobbových výčitkách s ní spojených. S Mal se setkají v pokoji vysoko nad zemí. Mal se Cobba snaží přesvědčit, aby v jejím světě zůstal a ten souhlasí, tak mu řekne, že Fisher je na balkoně. Potom však Cobb řekne Mal, že to nemyslel vážně, že ona je jen jeho projekce a že tam nezůstane a ona na něj zaútočí nožem. Ariadne pohotově zareaguje a zastřelí ji. Na balkoně pokoje najdou Fishera. Ariadna jej shodí dolů a skočí za ním. Oba se zabijí a dostanou se tak zpět do třetí úrovně, kde je zatím Fisher resuscitován.
Fisher se probudí do 3. úrovně snu a těsně před vypršením času do synchronizovaného vzbuzení se konečně dostává do trezorové místnosti. V ní se setká se svým otcem na smrtelné posteli. Ten, před tím, než skoná, otevře malý trezor se závětí a řekne mu, že jeho zklamání nad ním nebylo z toho, že se mu nevyrovnal, ale že se o to marně pokoušel, místo toho, aby šel svou vlastní cestou. Tím je implantování myšlenky na rozprodání společnosti, kterou zdědil, dovršeno.
Okamžik synchronizovaného probuzení se naplnil. Eames spouští detonaci základů pevnosti, věž ve které jsou začne padat a všichni se vzbudí do druhé úrovně. Tam Arthur odstřelí výtah, takže se všichni probudí do 1. úrovně. Dodávka spadne z mostu, její náraz na hladinu způsobí probuzení všech členů týmu i Roberta Fishera na palubě letadla v reálném světě.
Cobb zůstává v limbu – musí najít Saita. Ten však předtím zemřel i v předchozích dvou úrovních a kvůli různě rychlému plynutí času už v limbu zestárnul a skoro zapomněl, že je jen ve snu. Když se k němu Cobb dostane, vše mu vysvětlí a Saito se zastřelí a probudí se v letadle.
Pokud by Saito nedostál svému slibu, byl by Cobb hned na letišti zadržen. Avšak dostává se přes výstupní kontrolu, kde ho vítá jeho tchán, který jej dováží k jeho dětem. Cobb zkusí test reality pomocí svého vřeténka, ale volání jeho dětí ho vyruší tak, že k nim běží, aniž by čekal na výsledek. Nakonec je vidět záběr na točící se vřeténko na stole, které se sem tam zatřepe, jako by se mělo za chvíli zastavit, ale stále se točí… Otázkou je, zda je Cobb nyní v realitě a tím pádem má film tedy otevřený konec.

## Obsazení
| Leonardo DiCaprio (dabing Michal Jagelka)  | Dom Cobb               |
| Joseph Gordon-Levitt (dabing Michal Holán) | Arthur                 |
| Elliot Page (dabing Ivana Korolová)        | Ariadne                |
| Tom Hardy (dabing Martin Sobotka)          | Eames                  |
| Ken Watanabe (dabing Jaromír Meduna)       | pan Saito              |
| Dileep Rao (dabing Bohdan Tůma)            | Yusuf                  |
| Cillian Murphy (dabing Svatopluk Schuller) | Robert Michael Fisher  |
| Tom Berenger (dabing Marcel Vašinka)       | Peter Browning         |
| Marion Cotillard (dabing Miriam Chytilová) | Mallorie „Mal“ Cobbová |
| Pete Postlethwaite (dabing Rudolf Jelínek) | Maurice Fisher         |
| Michael Caine (dabing Petr Oliva)          | profesor Stephen Miles |
| Lukas Haas (dabing Petr Burian)            | Nash                   |

## Tržby a ocenění
Rozpočet činil oficiálně 160 miliónů USD, tato částka byla rozdělena mezi Warner Bros. a Legendary Pictures. Nolanova reputace a úspěch s Temným rytířem pomohly zajistit film se 100 milióny dolarů pro reklamní účely. Počátek měl premiéru v Londýně 13. července 2010 a byl distribuován do konvenčních kin i kin IMAX 16. července 2010, do českých kin se dostal 22. července 2010. Film obdržel pozitivní ohlasy od filmových kritiků a za první den vydělal více než 21 mil. USD a za první víkend 62,7 mil. USD. Celkové tržby činily 825,5 mil. USD.
Film získal celkem čtyři zlaté sošky Oscara v kategoriích: střih zvuku, zvuk, vizuální efekty a kamera.

## Komiksy
Vyšly dva komiksy, které popisují události před filmem. Komiks The Cobol Job napsal Jordan Golsberg a jedná se o prolog k dalšímu komiksu The Big Under. V komiksu se vyskytují Cobb, Arthur, Nash a další. Komiks začíná tím, jak se Cobb učí techniku sdílení snů. Komiks The Big Under napsal také Jordan Golsberg a pokračuje v příběhu předešlého komiksu. Příběh se odehrává před událostmi ve filmu a soustředí se především na Saita.